# Чемпіонат Азії з боротьби 2008
Чемпіонат Азії з боротьби 2008 пройшов з 18 по 23 березня 2008 року в місті Чеджу, Південна Корея в комплексі «Halla Gymnasium».
На чемпіонаті проводилися змагання з вільної та греко-римської боротьби серед чоловіків і вільної боротьби серед жінок.
Було розіграно двадцять один комплект нагород — по сім у вільній, греко-римській та жіночій боротьбі. Бронзові нагороди вручалися обом спортсменам, що виграли втішні сутички.

## Країни учасники
У змаганнях взяли участь 210 спортсменів, що представляли 18 збірних команд.
- В'єтнам (6)
- Йорданія (2)
- Індія (19)
- Іран (14)
- Казахстан (21)
- Катар (6)
- Киргизстан (12)
- Китайський Тайбей (15)
- КНР (21)
- Монголія (13)
- Південна Корея (20)
- Північна Корея (6)
- Сирія (5)
- Таджикистан (5)
- Таїланд (5)
- Узбекистан (17)
- Філіппіни (2)
- Японія (21)

## Загальний медальний залік
| Місце               | Країна              | Золото | Срібло | Бронза | Загалом |
| ------------------- | ------------------- | ------ | ------ | ------ | ------- |
| 1                   | Японія              | 7      | 1      | 7      | 15      |
| 2                   | Іран                | 4      | 3      | 2      | 9       |
| 3                   | КНР                 | 3      | 1      | 5      | 9       |
| 4                   | Південна Корея      | 3      | 1      | 4      | 8       |
| 5                   | Киргизстан          | 1      | 2      | 1      | 4       |
| 6                   | Узбекистан          | 1      | 1      | 4      | 6       |
| 7                   | Північна Корея      | 1      | 1      | 2      | 4       |
| 8                   | Індія               | 1      | 0      | 3      | 4       |
| 9                   | Казахстан           | 0      | 6      | 6      | 12      |
| 10                  | Монголія            | 0      | 5      | 3      | 8       |
| 11                  | Китайський Тайбей   | 0      | 0      | 2      | 2       |
| 12                  | В'єтнам             | 0      | 0      | 1      | 1       |
| 12                  | Сирія               | 0      | 0      | 1      | 1       |
| 12                  | Таджикистан         | 0      | 0      | 1      | 1       |
| Загалом (14 збірні) | Загалом (14 збірні) | 21     | 21     | 42     | 84      |

## Рейтинг команд
| Місце в рейтингу | Вільна боротьба (чоловіки) | Вільна боротьба (чоловіки) | Греко-римська боротьба (чоловіки) | Греко-римська боротьба (чоловіки) | Вільна боротьба (жінки) | Вільна боротьба (жінки) |
| Місце в рейтингу | Команда                    | Бали                       | Команда                           | Бали                              | Команда                 | Бали                    |
| ---------------- | -------------------------- | -------------------------- | --------------------------------- | --------------------------------- | ----------------------- | ----------------------- |
| 1                | Японія                     | 49                         | Іран                              | 55                                | Японія                  | 64                      |
| 2                | Іран                       | 48                         | Казахстан                         | 50                                | КНР                     | 57                      |
| 3                | Монголія                   | 47                         | Японія                            | 49                                | Казахстан               | 53                      |
| 4                | Південна Корея             | 40                         | Киргизстан                        | 42                                | Монголія                | 45                      |
| 5                | Казахстан                  | 39                         | Південна Корея                    | 42                                | Індія                   | 40                      |
| 6                | Узбекистан                 | 37                         | Узбекистан                        | 38                                | Південна Корея          | 35                      |
| 7                | КНР                        | 32                         | КНР                               | 28                                | Китайський Тайбей       | 34                      |
| 8                | Індія                      | 31                         | Північна Корея                    | 23                                | В'єтнам                 | 14                      |
| 9                | Північна Корея             | 24                         | Індія                             | 23                                | Киргизстан              | 10                      |
| 10               | Сирія                      | 14                         | Китайський Тайбей                 | 16                                | Узбекистан              | 9                       |

## Медалісти

### Чоловіки

#### Вільна боротьба
| Категорія | Золото            | Срібло                 | Бронза                   |
| до 55 кг  | Томохіро Мацунага | Ян Дже Хун             | Кім Сун Нам              |
| до 55 кг  | Томохіро Мацунага | Ян Дже Хун             | Фірас аль-Ріфаї          |
| до 60 кг  | Йогешвар Дутт     | Норіюкі Такацука       | Ваїс Тлегенов            |
| до 60 кг  | Йогешвар Дутт     | Норіюкі Такацука       | Морад Могаммаді          |
| до 66 кг  | Ян Чун Сон        | Пуревжавин Онорбат     | Кадзухіко Ікемацу        |
| до 66 кг  | Ян Чун Сон        | Пуревжавин Онорбат     | Сушил Кумар              |
| до 74 кг  | Чо Бен Гван       | Мейзам Мустафа-Джохар  | Нагасіма Кадзуюкі        |
| до 74 кг  | Чо Бен Гван       | Мейзам Мустафа-Джохар  | Доржваанчигіїн Гомбдордж |
| до 84 кг  | Ван Ін            | Чагнаадоржиїн Ганзориг | Абдул Аммаєв             |
| до 84 кг  | Ван Ін            | Чагнаадоржиїн Ганзориг | Юсуп Абдусаламов         |
| до 96 кг  | Курбан Курбанов   | Амір Аббас Мораді      | Ко Тхе Хьон              |
| до 96 кг  | Курбан Курбанов   | Амір Аббас Мораді      | Даулет Шабанбай          |
| до 120 кг | Фардін Масумі     | Марид Муталімов        | Жаргалсайхани Чулуунбат  |
| до 120 кг | Фардін Масумі     | Марид Муталімов        | Лян Лей                  |

#### Греко-римська боротьба
| Категорія | Золото           | Срібло             | Бронза            |
| до 55 кг  | Гамід Сурян      | Ча Гван Су         | Хасегава Кохей    |
| до 55 кг  | Гамід Сурян      | Ча Гван Су         | Ермек Кукетов     |
| до 60 кг  | Руслан Тюменбаєв | Дільшод Аріпов     | Кітаока Хідео     |
| до 60 кг  | Руслан Тюменбаєв | Дільшод Аріпов     | Єрбол Кониратов   |
| до 66 кг  | Кім Мін Чул      | Канатбек Бегалієв  | Іїмуро Масакі     |
| до 66 кг  | Кім Мін Чул      | Канатбек Бегалієв  | Кім Гум Чхоль     |
| до 74 кг  | Чан Юнсян        | Даніяр Кобонов     | Джун Тхе Гьон     |
| до 74 кг  | Чан Юнсян        | Даніяр Кобонов     | Махді Мохаммаді   |
| до 84 кг  | Мацумото Сінго   | Талеб Нематпур     | Чо Хьо Чхоль      |
| до 84 кг  | Мацумото Сінго   | Талеб Нематпур     | Андрій Самохін    |
| до 96 кг  | Гасем Резаеї     | Маргулан Асембеков | Хан Тхе Йон       |
| до 96 кг  | Гасем Резаеї     | Маргулан Асембеков | Абдулмалік Алієв  |
| до 120 кг | Масуд Хашемзаде  | Георгій Цурцумія   | Давид Салдадзе    |
| до 120 кг | Масуд Хашемзаде  | Георгій Цурцумія   | Сіндзьо Хірокадзу |

### Жінки

#### Вільна боротьба
| Категорія | Золото         | Срібло                | Бронза                |
| до 48 кг  | Тіхару Ітьо    | Рен Сюечен            | Неха Ратхі            |
| до 48 кг  | Тіхару Ітьо    | Рен Сюечен            | Цогтбазарин Енхжаргал |
| до 51 кг  | Ум Хе Джін     | Жулдиз Ешимова        | Фам Тхі Хює           |
| до 51 кг  | Ум Хе Джін     | Жулдиз Ешимова        | Хуан Веньцзюань       |
| до 55 кг  | Саорі Йосіда   | Салтанат Абдрахманова | Су Їн Цзу             |
| до 55 кг  | Саорі Йосіда   | Салтанат Абдрахманова | Сюй Лі                |
| до 59 кг  | Лі Сунні       | Ольга Смирнова        | Аніта Томар           |
| до 59 кг  | Лі Сунні       | Ольга Смирнова        | Мідзука Кадзіта       |
| до 63 кг  | Каорі Ітьо     | Бадрахин Одончимег    | Олена Шалигіна        |
| до 63 кг  | Каорі Ітьо     | Бадрахин Одончимег    | Хоу Міньвень          |
| до 67 кг  | Мамі Сінкай    | Очирбатин Насанбурмаа | Дар'я Карпенко        |
| до 67 кг  | Мамі Сінкай    | Очирбатин Насанбурмаа | Чжан Фенлью           |
| до 72 кг  | Кьоко Хамаґуті | Очирбатин Бурмаа      | Сюй Цин               |
| до 72 кг  | Кьоко Хамаґуті | Очирбатин Бурмаа      | Яна Панова            |